# Alix de Dreux (fille de Robert II)
Ne doit pas être confondue avec Alix de Dreux (1145-1210 env.), fille de Robert Ier de Dreux et de Harvise d'Évreux.
Ne doit pas être confondue avec Alix II de Dreux (1156-1217), fille de Robert Ier de Dreux  et de Agnès de Baudement.

Alix de Dreux (née vers 1189, † en 1258 ou après) est la fille de Robert II de Dreux, comte de Dreux, de Braine et de Brie-Comte-Robert, et de sa seconde épouse Yolande de Coucy.

## Biographie
Alix de Dreux est d'origine capétienne car elle est la fille de Robert II de Dreux, lui même fils de Robert Ier de Dreux, cinquième fils du roi des Francs Louis VI le Gros.
Vers 1200, elle épouse en premières noces Gaucher IV de Mâcon, seigneur de Salins et de Traves, divorcé de Mathilde de Bourbon avec qui il a eu une fille, Marguerite de Salins.
En 1219, Gaucher IV de Mâcon décède et elle devient veuve. Son douaire comprend le château de Bracon et un probable usufruit sur la terre de Salins, mais elle semble avoir certaines difficultés pour récupérer sa part de l’héritage de son premier époux.
En 1220, elle épouse en secondes noces Renard II de Choiseul, seigneur de Choiseul, fils de Foulques II et d'Alix de Vignory.
Renard assigne alors son château de Choiseul et la moitié de sa terre sur le douaire de sa nouvelle épouse. Ces démarches doivent être ruineuses, car en 1223 il doit emprunter 250 livres à un certain Gilebert de Chaumont, un bourgeois enrichi, et lui laisser comme garantie de remboursement le village de Chauffourt,.
Alix et Renard se rendent en 1225 au château de Bracon afin de prendre possession de leurs biens. Toutefois, ils sont mal accueillis et ne peuvent accéder à leur part de la succession de Gaucher IV de Mâcon, probablement à cause des agents de Marguerite de Salins, fille aînée de Gaucher et de sa première épouse. Après plusieurs mois bloqués à Bracon, ils vendent leur part de l'héritage à la duchesse de Bourgogne avant de rentrer en Bassigny.
L'affaire sera définitivement réglée en 1237, lorsque le comte de Chalon-sur-Saône leur laisse la seigneurie de Traves et les terres de Scey-sur-Saône et de Frotey en échange des revendications d'Alix.
Elle devient veuve une seconde fois en 1239 lorsque Renard de Choiseul décède. Ses enfants étant encore tous mineurs, elles dirige alors en tant que tutrice les terres familiales. Elle reste dame de Choiseul jusqu'à la majorité de son fils aîné, Jean, en décembre 1246. Puis elle se concentre principalement sur la seigneurie de Traves.
Elle décède à son tour en 1258 ou peu après et est inhumée en l'abbaye de Morimond, nécropole de la plupart des seigneurs et dames de Choiseul.

## Mariage et enfants
Vers 1200, elle épouse en premières noces Gaucher IV de Mâcon, seigneur de Salins et de Traves, divorcé de Mathilde de Bourbon, dame de Bourbon, fils de Géraud de Mâcon et de Maurette de Salins, dont elle n'a pas d'enfant.

Blason de la Maison de Choiseul.

Vers 1220, veuve, elle épouse en secondes noces Renard II de Choiseul, seigneur de Choiseul, veuf de Clémence de Faucogney, fils de Foulques II et d'Alix de Vignory, dont elle a cinq enfants :
- Jean Ier de Choiseul († 1309), qui succède à son père ;
- Renard de Choiseul († 1276), trésorier de Reims ;
- Yolande de Choiseul († 1310), elle épouse en premières noces Jean de Ray, seigneur de Ray, fils d'Othon de la Roche, seigneur de Ray, et de Margueritte de Thilchatel, dont elle a deux enfants (Othon et Guillaume de Ray). Veuve, elle épouse en secondes noces Étienne II d’Oiselay, fils de d'Étienne Ier, seigneur d’Oiselay, et de Clémence de Faucogney., dont elle n'a pas d'enfant ;
- Agnès de Choiseul († 1293), elle épouse en premières noces Simon IV, seigneur de Sexfontaines et de Jonvelle, fils de Simon III de Sexfontaines et d'Isabelle de Jonvelle, dont elle a quatre enfants (Guy, Simon, Élisabeth et Alix de Sexfontaines). Veuve, elle épouse en secondes noces Pierre, seigneur de La Fauche, fils d'Hugues IV de La Fauche, dont elle a des enfants. De nouveau veuve, elle épouse en troisièmes noces Jacques, seigneur de Bayon, fils d'Henri de Lorraine, seigneur de Bayon, et de Damete de Pesmes, dont elle a un enfant (Henri de Bayon) ;
- Robert de Choiseul († 1280), seigneur de Traves et vicomte de Besançon.